# Доџкоин
Доџкоин (енгл. dogecoin) јесте криптовалута креирана од стране софтверских инжењера Били Маркзса и Џексон Палмера, који су одлучили да направе систем плаћања као „шалу", исмијавајући спекулације о криптовалутама у то вријеме Сматра се првим „мим" новцем, и, прецизније, првим „псећим новцем". Упркос сатиричној природи, неки сматрају да је то легитимна инвестиција. Dogecoin има лице пса Шиба Инз, пса из "Доуџ" мима као свој лого. Представљен је 6. децембра 2013. и брзо је развио сопствену онлајн заједницу, достигавши тржишну капитализацију од преко 85 милијарди долара 5. маја 2021. То је тренутни спонзор дресова (само рукав) Премијер лиге клуба Вотфорд. Dogecoin.com промовише валуту као "забавну и и пријатељску интернет валуту", позивајући се на њено порекло као на „шалу“." Били Маркус и Џексон Палмер лансирали су сатиричну криптовалуту као начин да се ругају биткојну и многим другим криптовалутама које се хвале великим плановима да преузму свијет. Уз помоћ Редита, сајт је постао хит. У року од две недјеље, Dogecoin је успоставио намјенски блог и форум, а његова тржишна вриједност је достигла 8 милиона долара, једном скочивши да постане седма највећа електронска валута на свијету. Dogecoin је занован на Scrypt алгоритмз, а процес трансакције је погоднији од Биткојна. Dogecoin-у треба само 1 минут да потврди, док је BTC-у потребно 10 минута.

## Историја
Првобитно креиран као шала, Dogecoin су креирали IBM софтверски инжењери Били Маркус и Adobe софтверски инжењер Џексон Палмер. Они су хтјели да створе peer-to-peer дигиталну валуту која би могла да досегне ширу демографску групу од биткоина. Осим тога, жељели су да га дистанцирају од контроверзне историје других валута. Dogecoin је званично покренут 6. децембра 2013, а у првих 30 дана било је више од милион посјетилаца сајта Dogecoin.com.
Палмер је заслужан за остварење идеје. У то вријеме, био је члан маркетиншког одјељења Adobe Systems у Сиднеју. Палмер је купио домен Dogecoin.com и додао почетни екран који је садржавао лого валуте и разбацани Comic Sans текст. Маркус је дошао до Палмера након што је видио сајт и започео напоре да развије валуту. Маркус је дизајнирао Dogecoin протокол заснован на постојећим криптовалутама Luckcoin и Litecoin, који су користили scrypt технологију у њиховим proof-of-work алгоритмима.  Кориштење scrypt-а значи да мајнери не могу користити SHA-256 bitcoin опрему за рударење, и умјесто тога морају користе намјенске FPGA и ASIC за рударење који су познати да су комплексини за производњу.
Дана 19. децембра 2013, Dogecoin је скочио на скоро 300% у вриједности унутар 72 сата, растући са US$0.00026 на $0.00095, са количином од милијарди Dogecoina-а дневно. Овај раст се десио у вријеме када су bitcoin и друге криптовалуте поклекнуле од кинеске одлуке да забрани кинеским банкама да улажу у bitcoin економију. Tри дана касније, Dogecoin је доживио свој први велики пад тако што је пао за 80% због овог догађаја и великих рударских скупова који су искористили малу количину рачунарске снаге која је у то време била потребна за рударење Dogecoina..